# Siemomysław (imię)
Siemomysław – imię męskie, które powstało poprzez "poprawienie" staropolskiego imienia Siemomysł, kiedy świadomość jego pochodzenia zatarła się i błędnie zostało ono uznane za imię kończące się członem -sław (zamiast -mysł).